# Intuition (canción de Jewel)
«Intuition» en español («Intuición») es una canción de la cantante estadounidense Jewel que fue escrita por ella misma y producida por Lester Mendez de su cuarto álbum de estudio 0304 de (2000). La canción fue un cambio radical a la carrera de jewel, al optar por un estilo más pop.
Tuvo una recepción moderada en Estados Unidos, alcanzando el número veinte en Billboard Hot 100, sin embargo en Europa y Oceanía fue un éxito alcanzó el número 2 en Bélgica, el número cinco en Países Bajos y el número cuatro en Australia

## Listas de canciones
U.S. CD single
1. «Intuition» – 3:49
2. «Standing Still» (Versión Acústica) – 4:56

U.S. CD maxi single
1. «Intuition» (Todd Terry In-House Mix) – 5:41
2. «Intuition» (Gabriel & Dresden Hi-Tek Digital Mix) – 10:50
3. «Intuition» (Markus Schulz Coldharbor Mix) – 10:21
4. «Intuition» (Ford's Extended Mix) – 7:17
5. «Intuition» (Tee's Freeze Mix) – 5:39
6. «Intuition» (Gabriel & Dresden Rhythm Club Mix) – 8:17
7. «Intuition» (Tee's Kat Mix) – 6:10
8. «Intuition» (Gabriel & Dresden Lo-Tek Analog Dub) – 10:30
9. Making of Intuition Music Video

European CD single
1. «Intuition» (Álbum Versión) – 3:49
2. «Intuition» (Ford's Radio Mix) – 4:17

European CD maxi single
1. «Intuition» (Álbum Versión) – 3:49
2. «Intuition» (Ford's Radio Mix) – 4:17
3. «Intuition» (Tee's Kat Dub) – 6:46
4. «Intuition» (Markus Schulz Club Mix) – 6:45

UK CD single
1. «Intuition» (Álbum Versión)
2. «Intuition» (Todd Terry In-House Mix) – 5:41
3. «Intuition» (Ford's Radio Mix) – 4:17
4. «Intuition» (Tee's Kat Dub) – 6:46
5. «Intuition» (Video)

Australian CD single
1. «Intuition» (Álbum Versión) – 3:49
2. «Intuition» (Gabriel & Dresden Hi-Tek Digital Mix) – 10:47
3. «Intuition» (Tee's Kat Dub) – 6:10
4. «Intuition» (Markus Schulz Club Mix) – 6:46

## Posicionaniemto
| Listas (2003)                  | Posición |
| ------------------------------ | -------- |
| Tokio Hot 100                  | 42       |
| German Singles Chart           | 77       |
| Canadá                         | 34       |
| Recorded Music NZ              | 17       |
| Swiss Singles Chart            | 87       |
| Australian Singles Chart       | 4        |
| Ultratop 50                    | 2        |
| UK Singles Chart               | 52       |
| Billboard Hot 100              | 20       |
| Billboard Pop Songs            | 7        |
| Billboard Hot Dance Club Songs | 1        |
| Dutch Singles Chart            | 5        |
| Promusicae                     | 17       |
| Hot 100 Airplay                | 22       |

## Certificaciones
| País      | Certificación | Ventas  |
| --------- | ------------- | ------- |
| Australia | 2x Platino    | 140 000 |